# Neochera cinerascens
Neochera cinerascens är en fjärilsart som beskrevs av Moore 1877. Neochera cinerascens ingår i släktet Neochera och familjen nattflyn. Inga underarter finns listade i Catalogue of Life.